# 3724 Annenskij
A 3724 Annenskij (ideiglenes jelöléssel 1979 YN8) a Naprendszer kisbolygóövében található aszteroida. Ljudmilla Vasziljevna Zsuravljova fedezte fel 1979. december 23-án.